# Arpino
Arpino (lateinisch: Arpinum) ist eine Stadt in der Provinz Frosinone in der italienischen Region Latium mit 6614 Einwohnern (Stand 31. Dezember 2023). Sie liegt 113 km östlich von Rom und 31 km östlich von Frosinone.

## Geographie
Das Gemeindegebiet von Arpino liegt auf einem Bergsattel zwischen den Hügeln von Civitavecchia und Cività Falconara, oberhalb des Tals des Liri. Der Montecoccioli (837 m) ist der höchste Punkt im Gemeindegebiet. Die Altstadt wird überragt vom Stadtteil Civitavecchia (650 m), der antiken Akropolis.
Arpino ist Mitglied der Comunità Montana Valle del Liri.
Die Stadtteile sind: Carnello, Civitavecchia, Collecarino, Colle Lo Zoppo, Forglieta, Sant’Amasio, Vallefredda, Vallone und Vignepiane.

Die Nachbarorte sind: Broccostella, Casalattico, Casalvieri, Castelliri, Fontana Liri, Fontechiari, Isola del Liri, Monte San Giovanni Campano, Santopadre und Sora.
Arpino trägt die Bandiera Arancione, ein Qualitätssiegel im Bereich Tourismus und Umwelt des Touring Club Italiano (TCI).

### Verkehr
Arpino liegt wenige Kilometer von der Strada Statale 82 della Valle del Liri entfernt, die von Itri nach Avezzano führt und die Gemeinde über die Auffahrt Ceprano auch an die Autobahn A1 Autostrada del Sole anbindet.
Eine Eisenbahnverbindung besteht über die Bahnstrecke Avezzano–Roccasecca.

## Geschichte
Arpinum soll der Legende nach von Saturnus gegründet worden sein. Es ist seit dem 7. Jahrhundert v. Chr. als Siedlung der Volsker nachgewiesen und wurde im 4. Jahrhundert v. Chr. von den Samniten erobert.
Arpinum kam 305 v. Chr. zum Herrschaftsbereich der römischen Republik, zunächst als praefectura, deren Einwohner kein vollwertiges römisches Bürgerrecht hatten (civitas sine suffragio). 188 v. Chr. erhielten die Einwohner das volle Bürgerrecht. 90 v. Chr. wurde Arpinum Municipium. Das antike Arpinum ist vor allem als Geburtsort von Marcus Tullius Cicero bekannt.
In der Völkerwanderungszeit wurde Arpino in Mitleidenschaft gezogen. 702 wurde es vom byzantinischen Kaiser dem langobardischen Herzog von Benevent Gisulf I. übergeben. Im 11. Jahrhundert wurde Arpino von Robert Guiskard für die Normannen erobert. In der Zeit der Staufer wurde der Ort sowohl von Friedrich II. als auch von Konrad IV. zerstört und die Bevölkerung nach Montenero umgesiedelt. Er blieb im Besitz der Staufer, bis er 1265 von Karl I. von Anjou eingenommen und in das Königreich Neapel eingegliedert wurde.
1799 verzichteten die Franzosen aus Ehrfurcht vor Cicero auf eine Plünderung seiner Heimatstadt. 1861 wurde Arpino Teil des Königreichs Italien.
1927 kam es von der Provinz Terra di Lavoro zur neu gegründeten Provinz Frosinone.

## Bevölkerungsentwicklung
| Jahr      | 1861   | 1881   | 1901   | 1921   | 1936   | 1951   | 1971  | 1991  | 2001  | 2016  |
| --------- | ------ | ------ | ------ | ------ | ------ | ------ | ----- | ----- | ----- | ----- |
| Einwohner | 11.530 | 11.633 | 11.214 | 10.634 | 10.564 | 10.381 | 7.601 | 8.006 | 7.614 | 7.262 |

Quelle: ISTAT

## Politik
Renato Rea (Lista Civica: Avanti Arpino) war seit dem 10. Juni 2019 Bürgermeister. Er wurde am 18. Juni 2023 vom Kulturkritiker Vittorio Sgarbi abgelöst.

## Sehenswürdigkeiten

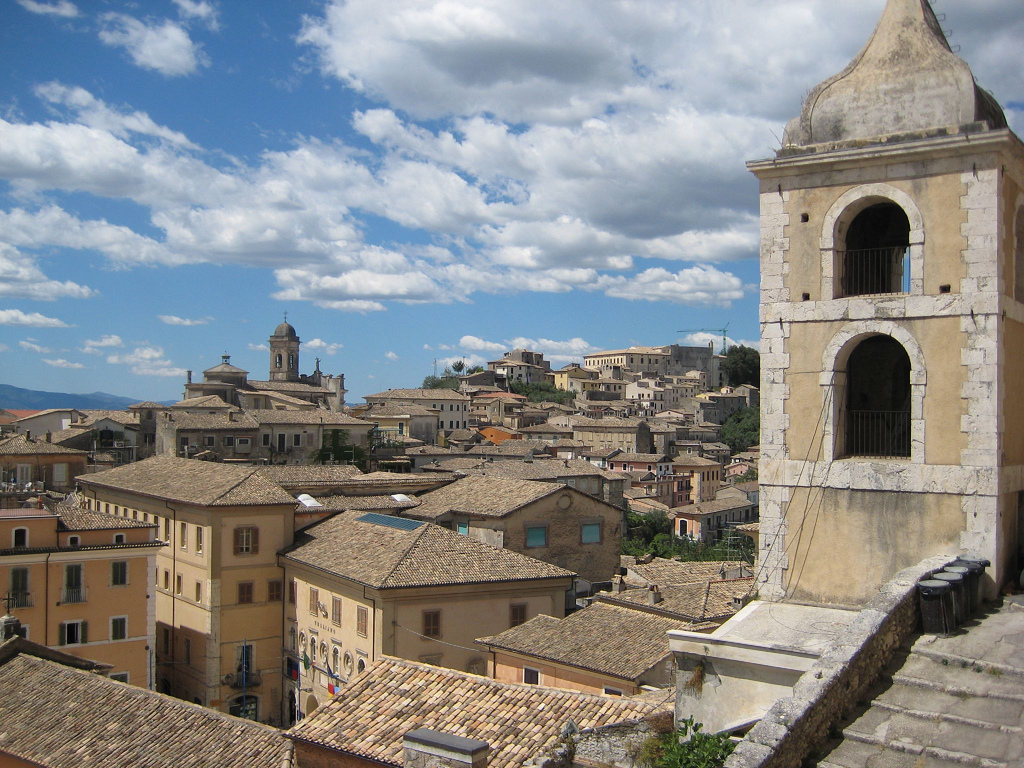
Blick zum Castello di Ladislao
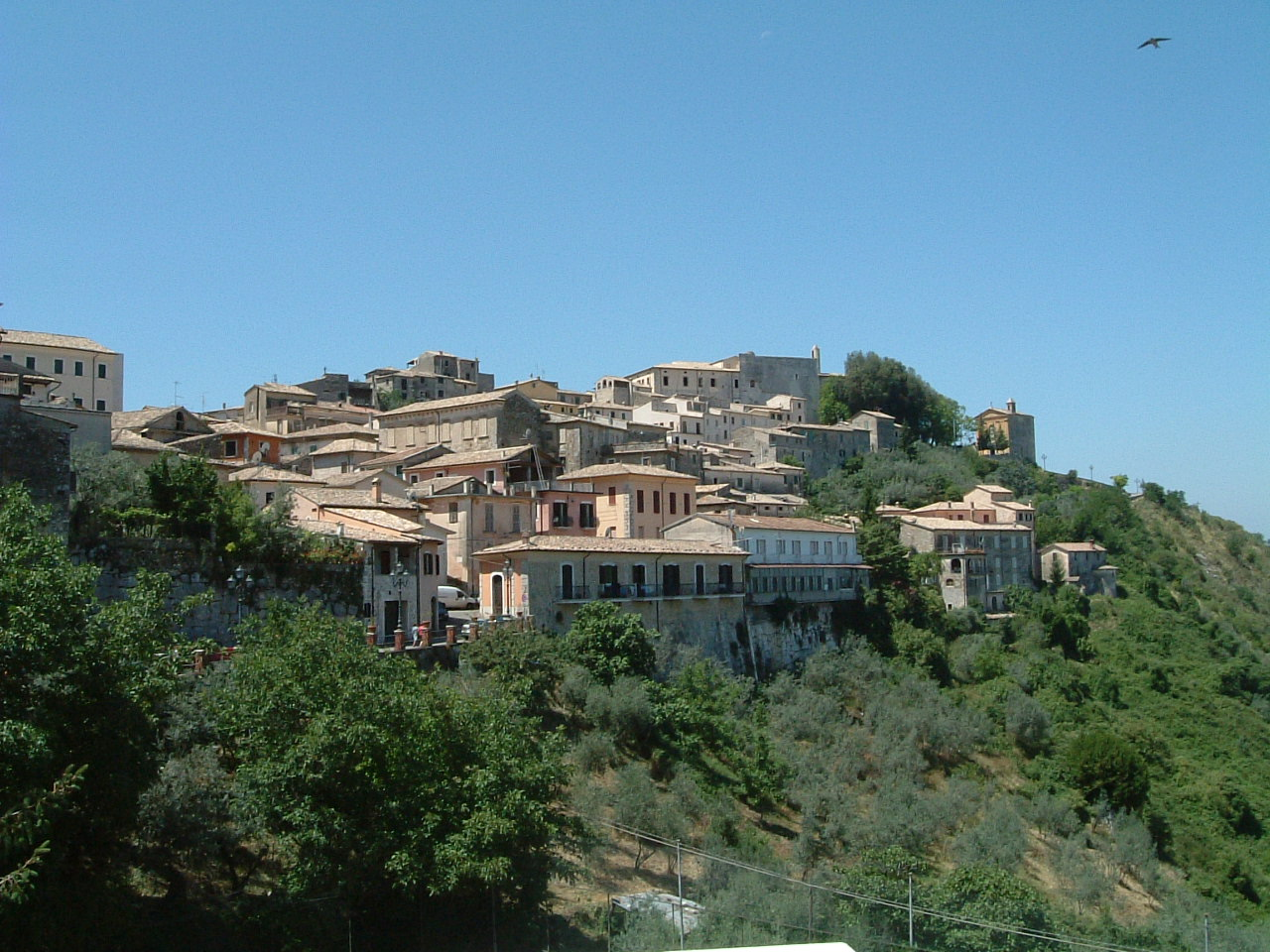
Panorama
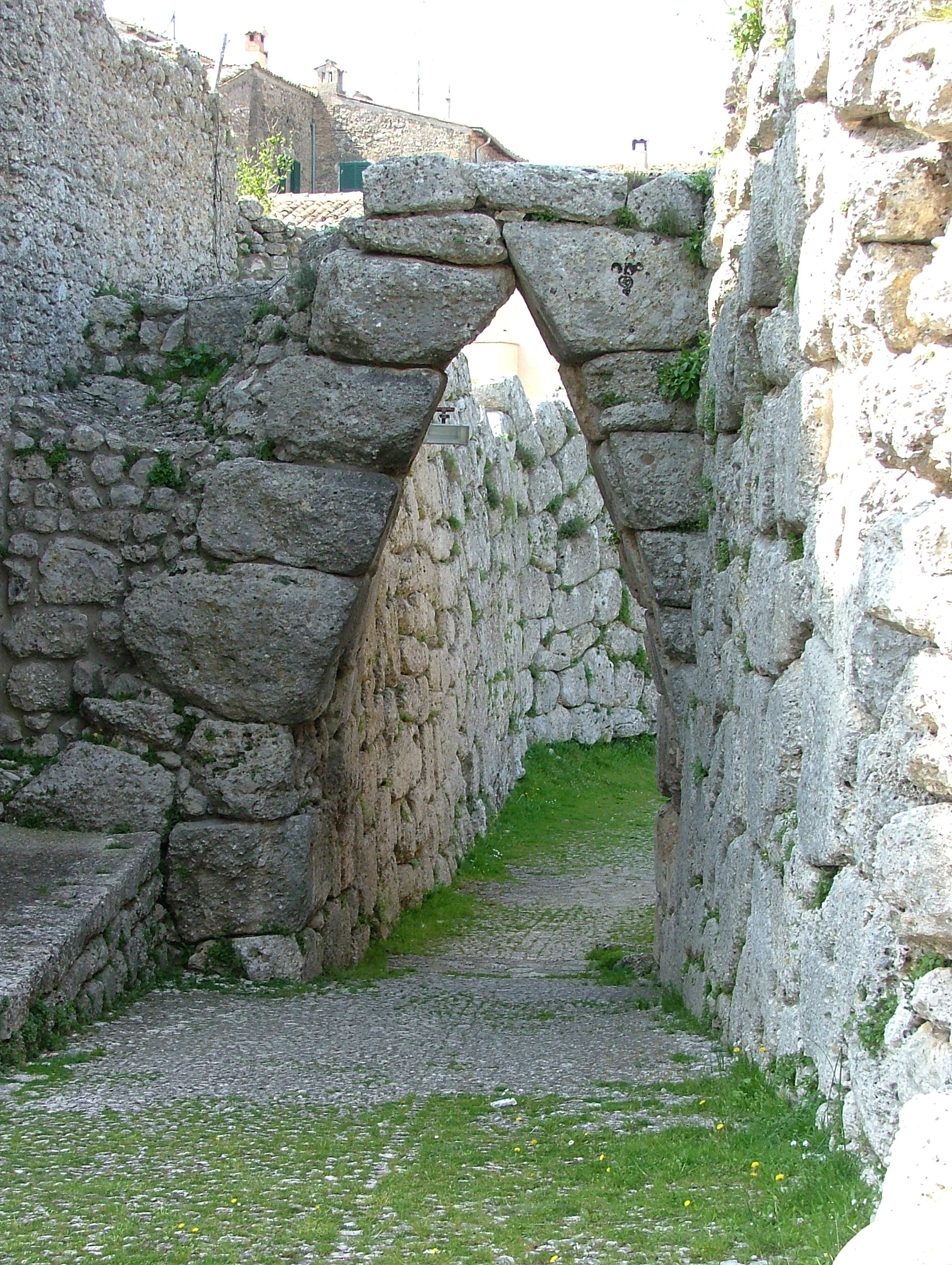
Zyklopenmauern bei Civitavecchia mit Tor in Kragbogentechnik

- Der Stadtteil Civitavecchia ist, wie sein Name („alte Stadt“) verrät, der älteste Teil von Arpino und die antike Akropolis. Dort sind noch die Zyklopenmauern aus vorrömischer Zeit gut erhalten. Daneben sind mittelalterliche Wehrtürme und die Ruine eines Kastells zu sehen.
- Der Akropolis gegenüber liegt auf dem westlichen Bergsporn das Castello di Ladislao.
- Die barocke Kirche San Michele birgt Gemälde des heimischen Malers Giuseppe Cesari. Von dort bis zur gotischen Porta Napoli erstreckt sich ein gut erhaltenes mittelalterliches Stadtviertel.
- Im Palazzo Boncompagni ist die Fondazione Umberto Mastroianni untergebracht, die sich nicht nur dem Werk des wichtigen italienischen Bildhauers, sondern auch weiteren Familienmitgliedern wie Marcello Mastroianni und Chiara Mastroianni widmet. Daneben werden weitere zeitgenössische Künstler gezeigt. Ein Umzug ins Castello di Ladislao ist geplant.[2]
- Arpino ist Abschluss der vierzehnten Etappe des Pilgerwegs Benediktweg von Norcia über Subiaco nach Montecassino.

## Söhne und Töchter der Stadt
- Gaius Marius (156–86 v. Chr.), römischer Feldherr und Politiker, stammte aus dem damals zum Territorium von Arpinum gehörenden Dorf Cereatae
- Marcus Tullius Cicero (106–43 v. Chr.), römischer Politiker und Redner
- Marcus Vipsanius Agrippa (63–12 v. Chr.), römischer Feldherr und Politiker (ungesichert)
- Giuseppe Cesari (1568–1640), Maler, genannt Cavalier d’Arpino
- Gizziello (1714–1762), Kastrat
- Francesco Saverio Bianchi (1743–1815), Mönch und Mystiker, 1951 heiliggesprochen
- Ildefonso Rea (1896–1971), Abt des Klosters Montecassino
- Pasquale Rotondi (1909–1991), Kunsthistoriker, rettete tausende Kunstschätze im Zweiten Weltkrieg

## Kultur
Alljährlich findet in Arpino der europäische Lateinwettbewerb Certamen Ciceronianum Arpinas statt, ausgerichtet vom Zentrum für humanistische Studien „Marcus Tullius Cicero“.

## Kulinarische Spezialitäten
- Ein typisches Gericht von Arpino sind Sagne e fagioli, frische Nudeln mit Bohnen, die auch das Leibgericht von Marcello Mastroianni gewesen sein sollen.[3]
- Arpino ist ein Zentrum des Olivenanbaus. Olivenöl aus Arpino gewinnt öfters nationale Preise.